# 祖·希爾頓
祖·希爾頓(Joe Hilton，1999年10月11日—），是一名英格蘭的職業足球運動員，司職守門員，現由效力於英格兰足球冠軍联赛球會布力般流浪。